# Трговиште (Бугарска)
Трговиште (буг. Търговище) град је у Републици Бугарској, у североисточном делу земље. Град је управно седиште Трговишке области.
До 1934. године град се звао Ески Џумаја.

## Географија
Град Трговиште се налази у североисточном делу Бугарске. Од престонице Софије Трговиште је удаљено 339 km, а од најближег већег града, Шумена, град је удаљен 41 km.
Област Трговишта налази се на висији која дели Влашку низију од бугарског приморја. 
Клима у граду је измењено континентална.

## Историја
Трговиште је за бугарске прилике млад град, али је подручје града било насељено још у време Трачана. Затим су следила раздобља владавине више цивилизација: стари Рим, Византија, средњовековна Бугарска, Османско царство.
Град је основан се први пут јавља у писаним списима Османског царства у 1573. године, али се насеље веома брзо развило у трговиште и постало значајан град. 1878. године Трговиште је припојено нонооснованој држави Бугарској.

## Становништво
По проценама из 2007. године град Трговиште имао око 41.000 становника. Трговиште је вишенационални град у држави. Већина градског становништва су етнички Бугари (55%). Остатак су Турци (35%) и Роми (6%). Последњих 20ак година град губи становништво због удаљености од главних токова развоја у земљи. Оживљавање привреде требало би зауставити негативни демографски тренд.
Већинска вероисповест становништва је православна (око 60%), а мањинска ислам (40%).

## Партнерски градови
- Кожани
- Трговиште
- Котбус
- Смоленск
- Santa Maria da Feira Municipality
- Вотерлу
- Сирен
- Комптон